# Bob Brooke
Robert William „Bob” Brooke (Acton, Massachusetts, 1960. december 18. –) amerikai profi jégkorongozó.

## Pályafutása
Egyetemi karrierjét a Yale Egyetemen kezdte 1979-ben és 1983-ig itt játszott. 1983–1984-ben az amerikai válogatottal játszott és szerepelt az olimpián is. Az 1980-as NHL-drafton a St. Louis Blues kiválasztotta a negyedik kör 75. helyén. A Bluesban sosem játszott. 1983–1984-ben a New York Rangershez került négy szezonra. A negyedik szezon közben a Minnesota North Stars elvitte őt. 1989–1990-ben a szezon közbe a New Jersey Devilshez került majd vissza is vonult.

### A válogatottban
Első válogatottban való szereplése az 1980-as U20-as jégkorong-világbajnokság volt. A csapat gyengén játszott és a kiesés ellen kellett végül küzdeni. Legközelebb már az 1984-es téli olimpián képviselte hazáját, ahol hetedikek lettek. Még abban az évben részt vett az 1984-es Kanada-kupán, ahol az elődöntőben kaptak ki a svédektől 9–2-re. Az 1987-es jégkorong-világbajnokságra is meghívták, ahol ismét a kiesés ellen kellett játszania a csapatnak. Utolsó nagy világeseménye a válogatottban az 1987-es Kanada-kupa volt. A válogatott nem jutott túl a csoportkörön.

## Díjai
- ECAC Első All-Star Csapat: 1983
- NCAA Keleti Első All-American Csapat: 1983
- Ivy League All-Star Első csapat: 1982, 1983
- Ivy League All-Star Második Csapat: 1981